# Anthurium brent-berlinii
Anthurium brent-berlinii är en kallaväxtart som beskrevs av Thomas Bernard Croat. Anthurium brent-berlinii ingår i släktet Anthurium och familjen kallaväxter. Inga underarter finns listade.